# Begonia bequaertii
Begonia bequaertii là một loài thực vật có hoa trong họ Thu hải đường. Loài này được Robyns & Lawalrée mô tả khoa học đầu tiên năm 1947.